# Parigi-Corrèze 2001
La Parigi-Corrèze 2001, prima edizione della corsa, si svolse dal 28 al 30 settembre 2001 su un percorso di 562 km ripartiti in 3 tappe, con partenza da Saint-Maurice e arrivo a Tulle. Fu vinta dal norvegese Thor Hushovd della Crédit Agricole davanti al lituano Saulius Ruskys e all'australiano Scott Sunderland.

## Tappe
| Tappa  | Data         | Percorso                     | km  | Vincitore di tappa    | Leader cl. generale |
| ------ | ------------ | ---------------------------- | --- | --------------------- | ------------------- |
| 1ª     | 28 settembre | Saint-Maurice > Ormes        | 187 | Saulius Ruskys        | Saulius Ruskys      |
| 2ª     | 29 settembre | Blois > Saint-Amand-Montrond | 189 | Wesley Van Speybroeck | Thor Hushovd        |
| 3ª     | 30 settembre | Évaux-les-Bains > Tulle      | 186 | Jørgen Bo Petersen    | Thor Hushovd        |
| Totale | Totale       | Totale                       | 562 |                       |                     |

## Dettagli delle tappe

### 1ª tappa
- 28 settembre: Saint-Maurice > Ormes – 187 km

| Pos. | Corridore        | Squadra         | Tempo    |
| ---- | ---------------- | --------------- | -------- |
| 1    | Saulius Ruskys   | Gerolsteiner    | 4h38'03" |
| 2    | Thor Hushovd     | Crédit Agricole | s.t.     |
| 3    | Scott Sunderland | Fakta           | s.t.     |

| Pos. | Corridore        | Squadra         | Tempo    |
| ---- | ---------------- | --------------- | -------- |
| 1    | Saulius Ruskys   | Gerolsteiner    | 4h38'03" |
| 2    | Thor Hushovd     | Crédit Agricole | s.t.     |
| 3    | Scott Sunderland | Fakta           | s.t.     |

### 2ª tappa
- 29 settembre: Blois > Saint-Amand-Montrond – 189 km

| Pos. | Corridore             | Squadra         | Tempo    |
| ---- | --------------------- | --------------- | -------- |
| 1    | Wesley Van Speybroeck | Lotto-Adecco    | 4h24'30" |
| 2    | Thor Hushovd          | Crédit Agricole | s.t.     |
| 3    | Alexandre Usov        | Phonak          | s.t.     |

| Pos. | Corridore        | Squadra         | Tempo    |
| ---- | ---------------- | --------------- | -------- |
| 1    | Thor Hushovd     | Crédit Agricole | 9h02'27" |
| 2    | Saulius Ruskys   | Gerolsteiner    | a 1"     |
| 3    | Scott Sunderland | Fakta           | a 5"     |

### 3ª tappa
- 30 settembre: Évaux-les-Bains > Tulle – 186 km

| Pos. | Corridore            | Squadra | Tempo    |
| ---- | -------------------- | ------- | -------- |
| 1    | Jørgen Bo Petersen   | Fakta   | 4h35'33" |
| 2    | Sébastien Talabardon | Big Mat | a 9"     |
| 3    | Mickael Pichon       | Bonjour | a 20"    |

| Pos. | Corridore        | Squadra         | Tempo     |
| ---- | ---------------- | --------------- | --------- |
| 1    | Thor Hushovd     | Crédit Agricole | 13h39'07" |
| 2    | Saulius Ruskys   | Gerolsteiner    | a 1"      |
| 3    | Scott Sunderland | Fakta           | a 5"      |

## Classifiche finali

### Classifica generale
| Pos. | Corridore           | Squadra                   | Tempo     |
| ---- | ------------------- | ------------------------- | --------- |
| 1    | Thor Hushovd        | Crédit Agricole           | 13h39'07" |
| 2    | Saulius Ruskys      | Gerolsteiner              | a 1"      |
| 3    | Scott Sunderland    | Team Fakta                | a 5"      |
| 4    | Stéphane Heulot     | Big Mat-Auber 93          | a 6"      |
| 5    | Alexandre Moos      | Phonak Hearing Systems    | s.t.      |
| 6    | Arvis Piziks        | CSC-World Online          | s.t.      |
| 7    | José Iván Gutiérrez | ONCE-Eroski               | s.t.      |
| 8    | Lauri Aus           | Ag2r Prévoyance-Décathlon | s.t.      |
| 9    | Bruno Thibout       | Jean Delatour             | s.t.      |
| 10   | Laurent Brochard    | Jean Delatour             | s.t.      |